# Atlanta (seriál)
Atlanta je komediální drama seriál Donalda Glovera. První díl měl premiéru 6. září 2016 na americké TV stanici FX. Seriál pojednává o hudebním manažerovi Earnestu „Earnu“ Marksovi (Glover) a o začínajícímu rapperovi Paper Boiovi (Brian Tyree Henry). Přináší originální, podivný až mimozemský náhled na atlantskou rapovou scénu. Prostřednictvím afrosurrealismu prozkoumává rasismus, existencialismus a privilegia bělošství v současné Americe. Hlavní role dále hrají Lakeith Stanfield a Zazie Beetz.
Seriál byl kritiky kladně přijat a získal několik nominací a cen, včetně dvou Zlatých Glóbů za nejlepší seriál (komedie / muzikál) a nejlepšího herce v seriálu (komedie / muzikál) pro Glovera a dvou cen Emmy za nejlepšího herce v komediálním seriálu a nejlepší režii komediálního seriálu. Glover se stal prvním Aforameričanem, který získal cenu za nejlepší režii komediálního seriálu a za práci scenáristy a výkonného producenta v seriálu získal uznání kritiky.

## Obsazení

### Hlavní role
- Donald Glover jako Earnest „Earn“ Marks
- Brian Tyree Henry jako Alfred „Paper Boi“ Miles
- Lakeith Stanfield jako Darius X
- Zazie Beetz jako Vanessa „Van“ Keefer

## Přijetí
Na webové stránce Rotten Tomatoes si první série vysloužila 97 %, druhá 98 %, třetí 97 % a čtvrtá 96 %. Na agregátoru recenzí Metacritic první série zaznamenala 90 bodů ze 100, druhá 97 bodů, třetí 91 bodů a čtvrtá 82 bodů.